# Gymnasium Verl
Das Gymnasium Verl ist eine weiterführende Schule in der ostwestfälischen Stadt Verl in Nordrhein-Westfalen, die auch Träger der Schule ist. Das Gymnasium wurde 1977 gegründet und ist seit Ende 2020  anerkannte UNESCO-Projektschule.

## Geschichte
Nach dem 1974 ergangenen Beschluss zur Errichtung eines Gymnasiums in Verl wurde der dafür erstellte Neubau im Jahr 1977 bezogen. Im August 1977 begann das Schuljahr des ersten Jahrgangs, der aus 88 Schülern bestand und von neun Lehrkräften unterrichtet wurde. Im Schuljahr 1979/80 war der zweite Bauabschnitt des Gymnasiums Verl fertiggestellt und vier Jahre später der Oberstufentrakt.  Im Jahr 1986 verließ der erste Abiturjahrgang die Schule. 1993 kamen Computerräume hinzu und 1999 ein neuer Gebäudeabschnitt.
2012 begann ein zweijähriger Umbau des Gymnasiums Verl; ab dem 4. März 2014 wurden die Schüler in dem fertiggestellten Neubau unterrichtet. Im Schuljahr 2013/2014 besuchten etwas mehr als 1000 Schüler das Gymnasium in acht Jahrgängen. Neben der Umgestaltung des Gebäudes erfolgte ein Anbau in Richtung Osten.
Ab 2015 nahm das Gymnasium Verl das Projekt in Angriff, UNESCO-Projektschule zu werden. Nachdem das Gymnasium bereits ab Ende 2015 über den Status einer interessierten Schule verfügte, erhielt es im April 2018 den Status einer mitarbeitenden Schule. 2019 entschied sich die Schule dazu, zu G9 zurückzukehren. Seit Ende 2020 ist es anerkannte UNESCO-Projektschule.

## Gebäude und Kunst
Das Gebäude des Gymnasiums Verl ist zwei- bis dreistöckig, und mit einem Flachdach gedeckt. Kubische Gebäudeteile sind versetzt um einen Lichthof angeordnet. Das Gymnasium bildet zusammen mit einer Gesamtschule und einer Grundschule das Konrad-Adenauer-Schulzentrum. Seit 2009 gehört zum Schulzentrum auch eine Mensa.
Östlich schließt sich an das Gymnasium der Kühlmannplatz an. Dort befindet sich seit 1986 der Lebensbaum, eine Plastik des Bildhauers Bruno Buschmann, die an Pfarrer Ferdinand Kühlmann (1871–1926) erinnern soll. In der Schule befindet sich ein Foucaultsches Pendel mit 10 Metern, das vor dem Umbau im Foyer installiert war. Seit 2015 hängt das Pendel in der Pausenhalle. Auf dem Boden schwingt die 30 kg schwere Kugel über einer Fläche, auf der Leuchtdioden den Rotations-Fortschritt anzeigen.

## Bekannte Schüler (Auswahl)
- Michael Esken (* 1966), Politiker (CDU)
- Philipp Fleiter (* 1985), Moderator, Autor und Podcaster
- Robin Rieksneuwöhner (* 1985), Politiker (CDU)